# デビッド・ウッドリー
デビッド・ウッドリー （David Eugene Woodley 1958年10月25日-2003年5月4日）はルイジアナ州シュリーブポート出身の元アメリカンフットボール選手。現役時代のポジションはクォーターバック。

## 経歴

### プロ入り前
高校時代は地元シュリーブポートの高校で1年から先発QBを務め、オールステイトに選ばれた。ルイジアナ州立大学に進学し1979年のタンジェリンボウルでウェイクフォレスト大学を34-10で破りこの試合のMVPに選ばれた。後に大学の殿堂入りを果たした。

### プロ入り後
マイアミ・ドルフィンズで彼はボブ・グリーシー、ダン・マリーノというプロフットボール殿堂入りを果たした2人のQBの間の時代にプレーした。ドラフト8巡目指名であったものの1980年のルーキーシーズン、彼はチームMVPに選ばれた。
1981年シーズンのプレーオフ、サンディエゴ・チャージャーズとのプレーオフでは0-24とリードを許し、ドン・ストロックと交代させられた。
1982年にはNFLで数少ないパス、ラン、レシーブのいずれでもTDを1シーズンにあげた選手となった。この年彼は、ストロックとプレータイムを分け合い2人は"ウッドストロック"と呼ばれた。ストライキで短縮されたこのシーズン、チームはAFCを制して第17回スーパーボウルでワシントン・レッドスキンズと対戦した。当時彼はスーパーボウルで先発出場したもっとも若いQBとなった。ゲーム開始早々ジミー・セファロに76ヤードのTDパスを決めたが後半には8本のパスを1本も決められずにチームは17-27で敗れた。
1983年、彼は先発QBとなったがオフェンスが低調だったため第5週のニューオーリンズ・セインツ戦でドン・シュラヘッドコーチによってダン・マリーノに交代させられた。翌週以降はマリーノに先発の座を奪われた。シーズン終了後、彼はひじの故障でそのシーズンで引退したテリー・ブラッドショーがいたピッツバーグ・スティーラーズにトレードされクリフ・スタウト、マーク・マローンと先発の座を争った。1984年、1985年と彼はマローンと併用された。
チーム最高年俸となったものの1986年シーズン前に彼は突如引退した。その後1987年にグリーンベイ・パッカーズのトレーニングキャンプに参加したがロースターに残ることはできなかった。
彼はケン・ステイブラーと共にタッチダウンよりもインターセプトが10回以上多いにもかかわらず通算勝率が6割を超えている2人のQBの内の1人である。

### 引退後
現役引退後、彼の酒量は増加して健康上の問題を起こすようになった。1992年に彼は生体肝移植を受けた。2003年5月4日、腎臓と肝臓の合併症で亡くなった。

## プレースタイル
走力、知性、パス能力に優れた。